# 1984年9月逝世人物列表
1984年逝世人物列表：1月 - 2月 - 3月 - 4月 - 5月 - 6月 - 7月 - 8月 - 9月 - 10月 - 11月 - 12月
1984年9月逝世人物列表，是用於匯總1984年9月期間逝世人物的列表。

## 依日期排序

### 1日
- 瑪德琳·德·波旁-布塞特，帕爾馬公爵夫人
- 豪蘭·張伯倫，美國演員
- 西奧·費恩，普法爾茨福音派教會的德國牧師，鐘聲專家和專家
- Ludwig Oelschläger，斯洛伐克建築師
- 漢斯·佩佐爾德，德國音樂學家和大學講師

### 2日
- 桑多爾·塞菲，匈牙利手球運動員和教練
- 阿米爾·吉爾博亞，以色列詩人
- 謝爾蓋·馬丁森，蘇聯演員[1]
- 艾諾普爾傑，芬蘭田徑運動員
- 邁克·萊利，美國爵士長號手和大樂隊領隊
- 約瑟夫·施密特森，德國地理學家

### 3日
- 阿道夫·阿爾克，奧地利礦物學家
- 朱利葉斯·阿洛，奧地利畫家
- 安妮·基納斯特，德國政治家（SPD），聯邦議院議員
- 加斯东·帕莱夫斯基，法國政治家（RPF），國民議會議員
- 奧古斯特·裡格，奧地利電影導演、製片經理和編劇
- 卡爾·愛德華·羅斯舒，德國生理學家和醫學史學家
- 亞瑟·施瓦茨，美國作曲家
- 威廉·溫克勒，奧地利統計學家
- 揚·扎布拉納，捷克作家、詩人和翻譯家

### 4日
- 雨果·鮑姆加特，德國政治家（SED）
- 費迪爾·博哈蒂爾丘克，烏克蘭棋手
- 諾達爾·杜姆巴澤，喬治亞作家
- 恩斯特·卡爾·格拉赫·斯圖克爾伯格，瑞士數學家和物理學家
- 羅伯特·維勒曼，法國拳擊手

### 5日
- 布羅尼斯瓦夫·福爾瓦茲尼，德國昆蟲學家
- 卡爾·弗里德里希·格勞，德國作家
- 卡爾·克施鮑姆，奧地利保安
- 亞當·馬利克，印尼政治家和外交官
- 簡·羅伯茨，美國作家和詩人
- 阿努爾夫·埃裡希·斯蒂格曼，德國口畫家，口足畫藝術家協會（VDMFK）創始人
- 奧托·溫特，德國律師和政治家（GB/BHE），聯邦議院議員
- 哈拉爾德·沃斯曼，德國黨官（LDPD），聯邦議院議員

### 6日
- 歐內斯特·塔布，美國歌手
- 瑪麗·基斯林，德國田徑運動員
- 迪特裡希·基利安，德國音樂學家
- 保羅·施密德-安曼，瑞士記者和政治家

### 7日
- 弗雷德里克·亞當，法國管風琴家、作曲家、指揮家和歌劇導演
- 乔·克罗宁，美國棒球運動員和經理
- 第五代亞伯丁和特邁爾侯爵阿奇博爾德·戈登，英國貴族
- 利亞姆·奧弗萊厄蒂，愛爾蘭作家
- 漢斯·索特，德國眼科醫生
- 亞歷山大·阿列克謝耶維奇·沙羅夫，俄蘇詩人
- 約瑟夫·斯利皮伊，烏克蘭紅衣主教和利沃夫大主教

### 8日
- 喬治·莫裡斯，比利時-法國足球運動員和教練
- 約翰尼·帕森斯，美國賽車手
- Väinö Perttunen，芬蘭摔跤手
- 約阿希姆·舒馬赫，德國作家
- 烏爾班·蒂爾施，德國雕塑家

### 9日
- 耶爾馬茲·居內伊，金棕櫚獎得主，庫爾德電影導演、佈景師、演員、小說家和活動家
- 埃裡希·豪斯曼，德國演員，導演埃扎德·豪斯曼（Ezard Haußmann）的父親
- 里賈納·霍洛維茨（Regina Horowitz），烏克蘭-俄羅斯鋼琴家和大學教師
- 沃尔特·考夫曼（Walter Kaufmann），德國民族音樂學家、作曲家和指揮家
- 海因里希·科爾布施，德國精神病學家和大學講師
- 曼努埃爾·瓦爾斯·戈里納，加泰隆尼亞作曲家和音樂學家

### 10日
- 喬治·德·博勒加德，法國電影製片人
- 埃裡希·舍費爾，德國商業經濟學家和大學講師
- 特魯米·楊，美國爵士長號手

### 11日
- 埃裡希·拉特曼，德國軍事律師
- Else Reventlow，德語教師、女權活動家、社會民主黨人、編輯
- 安赫爾·羅森布拉特，阿根廷和委內瑞拉的波蘭裔羅馬主義者和西班牙裔
- 杰里·沃里斯，美國政治家

### 12日
- 洛拉·安格拉達，加泰羅尼亞作家、插畫家和漫畫家
- 威利·克魯爾，德國建築師
- 傑弗里·勞埃德男爵傑弗里·勞埃德，英國政治家（保守黨），下議院議員
- 安東·歐馬哈特，德國建築師
- 伊馮·佩特拉，法國網球運動員
- 漢斯·奎林，德國記者和旅行作家

### 13日
- 季洪·伊萬諾維奇·阿巴布科夫，蘇共蘇維埃黨內工作人員
- 弗朗茨·貝克爾，德國政治家（社民黨、基民盟）
- 千葉亞喜生，日本漫畫家
- 保羅·科普，瑞士政治家（FDP）
- 迪諾·馬尤里，義大利編劇和電影導演
- 彼得·佩瓦斯，德國電影導演和商業藝術家
- 蘿拉·索拉裡，義大利電影女演員

### 14日
- 理查·布勞蒂根，美國作家
- 珍妮·蓋諾，美國女演員
- 盧·布勞亞爾（Lou Brouillard），加拿大拳擊手
- 古斯塔夫·阿道夫·萬納，瑞士歷史學家和記者

### 15日
- 希爾德·馬洛夫，德國女演員
- 埃裡希·斯皮格爾，德國政治家，什切青市長
- 卡爾·瑪麗亞·茲維斯勒，德國指揮家、音樂總監、總監兼教授

### 16日
- 理查·布羅提根，美國作家、詩人。
- 路易士·阿貝爾·卡約特，美國神職人員，新奧爾良輔理主教
- 文森佐·科特羅尼，加拿大黑幫
- 貢多夫·德納，德國獸醫和政治家（NPD），聯邦議院議員
- 娜達·菲奧雷利，義大利女演員
- 魯道夫·克魯格，德國政治家（基社盟），聯邦議院議員
- 伊爾莎·克勞斯，德國外科醫生和小兒外科醫生
- 西里爾·保羅，英國賽車手
- 路易士·雷亞爾，法國機械工程師和比基尼的發明者
- 恩斯特·肖夫（Ernst Schoof），德國政治家（基民盟），聯邦議院議員

### 17日
- 理查·巴塞哈特，美國演員
- 斯文·喬納森，瑞典足球運動員
- 弗朗茨·埃裡希·穆勒（Franz Erich Müller），德國商業律師兼首席執行官
- 路易士·羅爾斯，比利時自行車手

### 18日
- 第一代克利夫羅男爵拉爾夫·阿什頓（Ralph Assheton），英國政治家、下議院議員和同行
- 安德列·阿納托利耶維奇·博赫瓦爾，俄羅斯冶金學家和大學講師
- Karl-Hermann Freiherr von Brand zu Neidstein，德國軍官、軍事作家和博物館館長
- 曼弗雷德·梅耶（Manfred M.Mayer），德裔美國微生物學家和免疫學家

### 19日
- 約瑟夫·瑪麗亞·卡門津德，瑞士天主教神職人員和作家
- 卡尔·约阿希姆·弗里德里希，德裔美國政治學家
- 格哈德·弗里茨，德國政治家（基民盟），聯邦議院議員
- 埃芙·加尼爾，加拿大女高音歌唱家和女演員
- Evžen Hadamczik，捷克足球運動員 足球教練
- 阿爾瓦羅·洛佩斯·坎薩多，巴西足球運動員
- 夏洛特·特明，德國作家

### 20日
- 海因里希·阿貝格，瑞士政治家（SP）
- 史蒂夫·古德曼，美國民謠音樂家
- 庫爾特·格林，奧地利律師和商業顧問
- 理查·卡倫巴赫，德國律師，巴伐利亞州最高審計署署長和政治家（FDP），聯邦議院議員
- 卡爾·克洛特，德國工程師和土木工程師
- 愛德華·莫爾，國帆船賽水手
- 漢斯·西蒙斯，德國土木工程師，布倫瑞克大學講師
- 安德列·韋策爾，瑞士記者和婦女救濟服務高級成員

### 21日
- 漢斯·巴爾特魯沙特，德國政治家（社民黨）
- 弗里茨·班貝格，德國人文學者
- 奧拉·多爾克，德國表現主義舞蹈家和編舞家
- 弗里德里希·卡爾·戈奇，德國畫家和平面藝術家
- 維爾納·霍夫邁斯特，德國政治家（基民盟），聯邦議院議員

### 22日
- 皮埃尔·埃马纽埃尔，法國詩人、法蘭西學術院院士。
- 尼爾·漢密爾頓，美國演員
- 歐文·阿斯曼，德國歷史學家
- 弗朗茨·尼科德姆，德國曲棍球運動員
- 卡爾·希布，瑞士歷史學家、教育家和政治家（FDP）
- 哈羅德·韋西（Harold E.Wethey），美國藝術史學家

### 23日
- 伊莉莎白·班貝格，德國經濟學家、社會工作者、家庭福利聯合創始人
- 格蘭維爾·韋斯特男爵丹尼爾·格蘭維爾·韋斯特，英國工黨政治家，下議院議員
- 弗拉多·馬萊斯基，南斯拉夫-馬其頓作家、外交官和政治家
- 哈拉爾德·梅申多弗，特蘭西瓦尼亞-撒克遜畫家和圖形藝術家
- 阿納托利·格裡戈里耶維奇·諾維科夫，俄羅斯作曲家
- 萊斯利·伯德·辛普森，美國歷史學家、浪漫主義學者和西班牙裔學者
- 阿爾斯通·懷斯，加拿大冰球運動員

### 24日
- 鄧尼斯·布倫德爾，紐西蘭律師、軍人和紐西蘭第12任總督（1972年-1977年）
- 西奧·博特，荷蘭政治家和外交官
- 多梅尼科·德保利，義大利音樂學家、音樂評論家和作曲家
- 皮埃爾·伊曼紐爾，法國詩人
- 弗朗茨·格裡斯巴赫，德國軍官，二戰最後一位少將
- 尼爾·漢密爾頓，美國演員
- 弗里茨·容特克，德國圖書管理員
- 弗拉基米爾·羅森鮑姆，瑞士律師和商人

### 25日
- 邓台梅，越南作家、評論家、翻譯家。
- 沃尔特·皮金，加拿大演員
- 埃裡希·阿倫特，德國詩人和文學翻譯家
- 喬治·比克西奧，義大利演員
- 卡爾·馬丁·埃克邁爾，奧地利作家和教育家
- 蓋斯特男爵克裡斯托弗·蓋斯特，英國律師
- 安東·馬克思米勒，德國畫家、製圖員和平面藝術家
- 沃尔特·皮金（Walter Pidgeon），加拿大演員
- 邁克爾·桑德霍夫，奧地利政治家（ÖVP），布爾根蘭州議會議員
- 阿利吉羅·通迪，天主教神學家，宗教批評家
- 伯納德·范·里塞爾伯格，比利時自行車手
- 格特魯德·威爾克，瑞士作家

### 26日
- 卡爾·岡施曼，德國畫家
- 恩斯特·馮·希佩爾，德國法學家和法律哲學家
- 漢斯·霍爾托夫，德國政治家（基民盟），聯邦議院議員
- 雪麗·曼恩，美國爵士鼓手和作曲家
- 弗朗西斯科·里維拉·佩雷斯，西班牙托雷羅
- 瓦爾特·桑特海默，德國古典語言學家和高中校長

### 27日
- 魯道夫·貝斯特霍恩，德國浪漫研究
- 埃爾斯沃思邦克，美國外交官

### 28日
- 曹维廉，中國電機工程專家
- 漢斯·約阿希姆·布魯斯泰特，德國畫家和平面藝術家
- 菲力浦·卡恩，美國電影剪輯師
- 弗朗齊謝克·林克，捷克天文學家和教育家

### 29日
- 三浦按針，德國指揮家、合唱團指揮和作曲家
- 弗里茨·費爾德曼（Fritz Feldmann），德國音樂學家
- 馬尼克斯·吉森，佛蘭芒作家
- 康斯坦蒂·戈爾巴托夫斯基，波蘭畫家
- 沃爾特·普裡斯，德國政治家（SPD），聯邦議院議員

### 30日
- 麥炳榮，香港著名粵劇演員
- 孟家華神父，前香港行政局議員、立法局議員
- 海倫·多爾·博伊爾斯頓，美國作家
- 安東尼奧·奧雷利奧·貢薩爾維斯，佛得角作家
- 尤洛吉奧·馬丁內斯，巴拉圭-西班牙足球運動員
- 卡爾·施拉博，德國紡織考古學家

### 日期不詳
- 陈其五，中華人民共和國政治人物。
- 理查·布勞蒂根，美國作家
- 路德維希·哈姆斯，德國醫生，德國聯邦議院議員